# Хурхи
Хурхи́ (лак. Хъурхъи) — село в Лакском районе Дагестана. Административный центр Хурхинского сельсовета.

## География
Село находится на левом берегу реки Кунних (бассейн реки Казикумухское Койсу), на расстоянии 9 км к югу от села Кумух, административного центра района.

## Население
| 1895 | 1926 | 1939 | 1970 | 1989 | 2002 | 2010 |
| ---- | ---- | ---- | ---- | ---- | ---- | ---- |
| 678  | ↘512 | ↗756 | ↗759 | ↘550 | ↗701 | ↘684 |
| 2021 |      |      |      |      |      |      |
| ↘615 |      |      |      |      |      |      |